# Blela
Blela (en francès Blesle) és un municipi francès situat al departament de l'Alt Loira i a la regió d'Alvèrnia-Roine-Alps. L'any 2007 tenia 653 habitants.

## Demografia

### Població
El 2007 la població de fet de Blesle era de 653 persones. Hi havia 294 famílies de les quals 96 eren unipersonals (36 homes vivint sols i 60 dones vivint soles), 95 parelles sense fills, 83 parelles amb fills i 20 famílies monoparentals amb fills.
La població ha evolucionat segons el següent gràfic:
Habitants censats

### Habitatges
El 2007 hi havia 526 habitatges, 299 eren l'habitatge principal de la família, 165 eren segones residències i 62 estaven desocupats. 492 eren cases i 32 eren apartaments. Dels 299 habitatges principals, 206 estaven ocupats pels seus propietaris, 76 estaven llogats i ocupats pels llogaters i 18 estaven cedits a títol gratuït; 7 tenien una cambra, 25 en tenien dues, 57 en tenien tres, 82 en tenien quatre i 128 en tenien cinc o més. 175 habitatges disposaven pel capbaix d'una plaça de pàrquing. A 132 habitatges hi havia un automòbil i a 118 n'hi havia dos o més.

### Piràmide de població
La piràmide de població per edats i sexe el 2009 era:
| Homes | Edats   | Dones |
| ----- | ------- | ----- |
| 0     | 95 o +  | 0     |
| 12    | 90 a 94 | 0     |
| 0     | 85 a 89 | 0     |
| 0     | 80 a 84 | 0     |
| 12    | 75 a 79 | 48    |
| 12    | 70 a 74 | 20    |
| 24    | 65 a 69 | 16    |
| 8     | 60 a 64 | 12    |
| 0     | 55 a 59 | 20    |
| 24    | 50 a 54 | 20    |
| 20    | 45 a 49 | 12    |
| 32    | 40 a 44 | 20    |
| 20    | 35 a 39 | 28    |
| 20    | 30 a 34 | 20    |
| 36    | 25 a 29 | 28    |
| 20    | 20 a 24 | 20    |
| 8     | 15 a 19 | 16    |
| 24    | 10 a 14 | 20    |
| 36    | 5 a 9   | 24    |
| 16    | 0 a 4   | 16    |

## Economia
El 2007 la població en edat de treballar era de 417 persones, 291 eren actives i 126 eren inactives. De les 291 persones actives 254 estaven ocupades (139 homes i 115 dones) i 37 estaven aturades (16 homes i 21 dones). De les 126 persones inactives 41 estaven jubilades, 33 estaven estudiant i 52 estaven classificades com a «altres inactius».

### Ingressos
El 2009 a Blesle hi havia 289 unitats fiscals que integraven 622 persones, la mediana anual d'ingressos fiscals per persona era de 13.356 €.

### Activitats econòmiques
Dels 38 establiments que hi havia el 2007, 1 era d'una empresa extractiva, 3 d'empreses alimentàries, 3 d'empreses de fabricació d'altres productes industrials, 4 d'empreses de construcció, 9 d'empreses de comerç i reparació d'automòbils, 3 d'empreses de transport, 6 d'empreses d'hostatgeria i restauració, 1 d'una empresa d'informació i comunicació, 2 d'empreses immobiliàries, 1 d'una empresa de serveis, 1 d'una entitat de l'administració pública i 4 d'empreses classificades com a «altres activitats de serveis».
Dels 11 establiments de servei als particulars que hi havia el 2009, 1 era una gendarmeria, 1 oficina de correu, 1 funerària, 2 tallers de reparació d'automòbils i de material agrícola, 1 paleta, 1 guixaire pintor, 1 fusteria, 1 lampisteria, 1 perruqueria i 1 saló de bellesa.
Dels 4 establiments comercials que hi havia el 2009, 1 era una botiga de menys de 120 m², 1 una fleca, 1 una carnisseria i 1 una llibreria.
L'any 2000 a Blesle hi havia 24 explotacions agrícoles que ocupaven un total de 918 hectàrees.

## Equipaments sanitaris i escolars
L'únic equipament sanitari que hi havia el 2009 era una farmàcia.
El 2009 hi havia una escola elemental. Blesle disposava d'un col·legi d'educació secundària amb 54 alumnes.

## Poblacions més properes
El següent diagrama mostra les poblacions més properes.